# Tony Fernandes
Anthony Francis ("Tony") Fernandes (Kuala Lumpur, 30 april 1964) is een Maleisisch ondernemer en topfunctionaris. Hij is medeoprichter van de Tune Group en de luchtvaartmaatschappij AirAsia.

## Leven en werk
Fernandes werd in 1964 in Kuala Lumpur geboren. Van 1977 tot 1983 studeerde hij aan Epsom College en in 1987 studeerde hij af aan de London School of Economics. Hij begon zijn carrière als accountant bij Virgin Atlantic Airways. Vervolgens werd hij aangesteld als algemeen directeur van Warner Music Group Maleisië. Van 1992 tot 2001 was Fernandes werkzaam als vicepresident van Warner Music Group. Thans is hij bestuursvoorzitter van de luchtvaartmaatschappij AirAsia. Hij is ook eigenaar van het Formule 1-team Caterham Racing. Daarbij is hij ook nog grootaandeelhouder van de Londense voetbalclub Queens Park Rangers FC, dat sinds de zomer van 2015 uitkomt in de Engelse Football League Championship.
Hij is ook actief in de Formule 1 en richtte in 2012 het Caterham F1 Team op.
Zijn vermogen wordt geschat op ruim een half miljard.